# 九孔螺
九孔螺（学名：Haliotis diversicolor），又名九孔，是原始腹足目鲍螺科鲍螺属的一种。

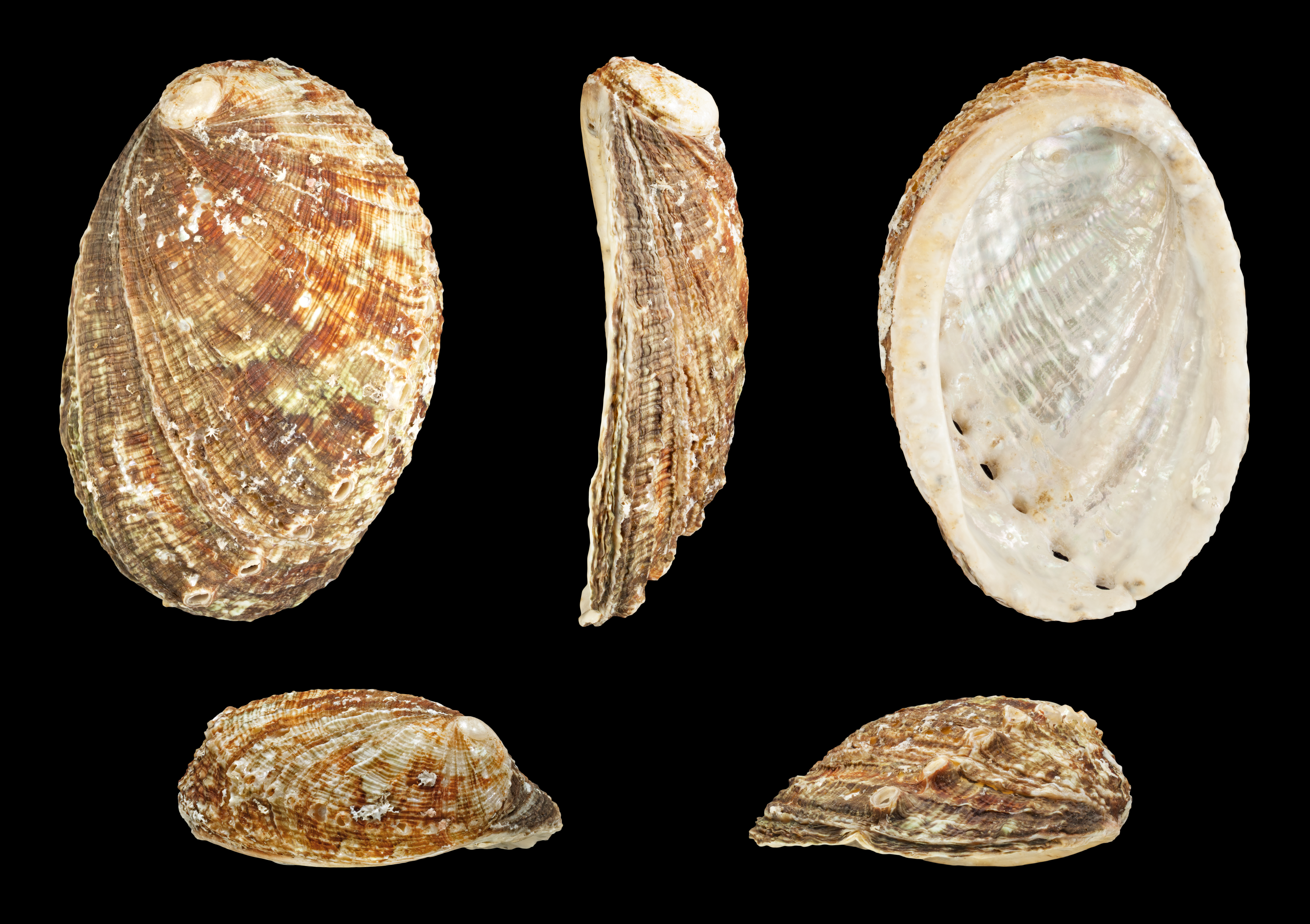
Haliotis diversicolor squamata

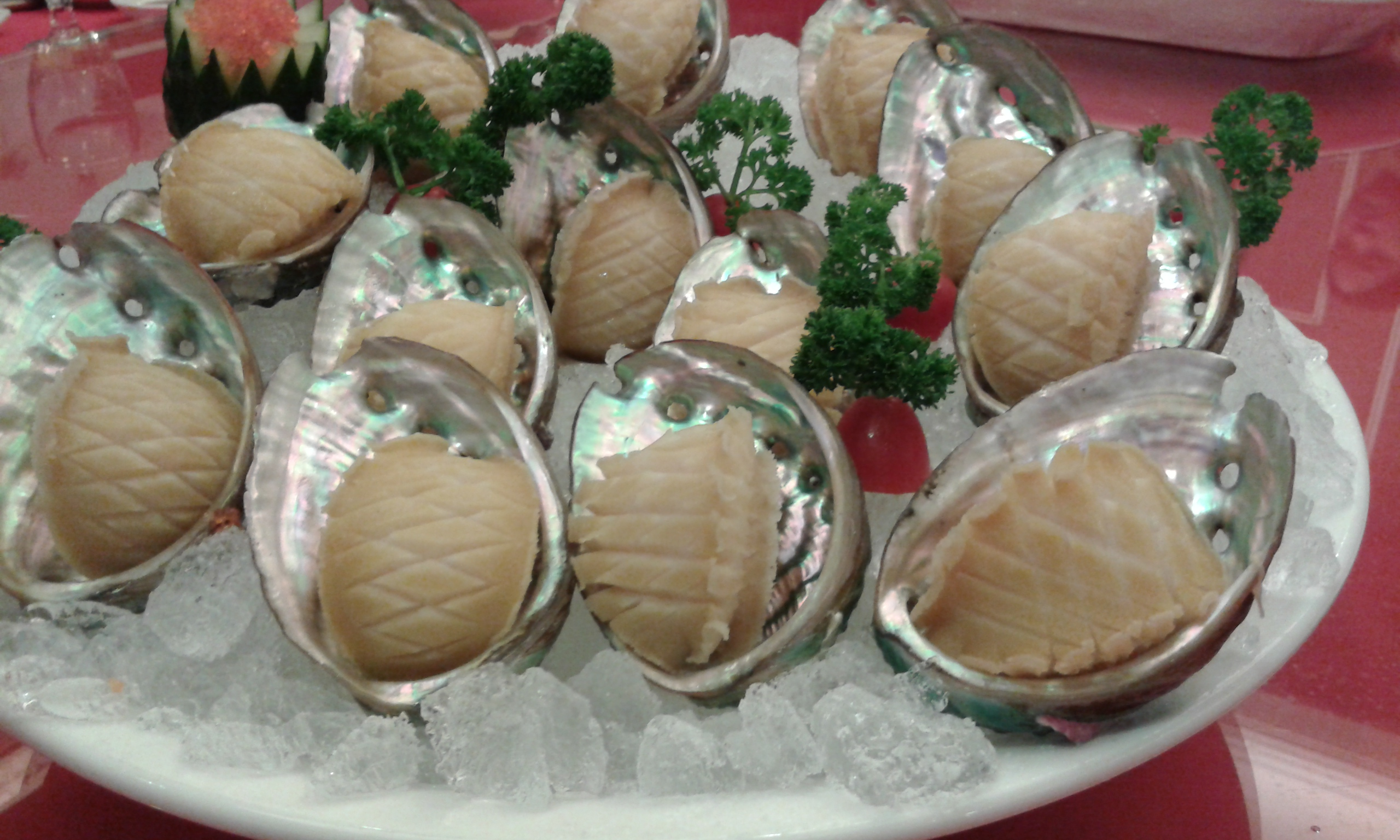
一份九孔冷盤

## 特徵
主要分布於日本房總半島到九州、朝鮮半島、中國南部沿海、香港及臺灣等暖海流域等地。在臺灣則分布於北海岸、東海岸、屏東的恆春半島及澎湖群島。1980年代，台灣曾將為發展養殖業而將東北部海岸開發為九孔養殖場。常栖息在潮间带至数十米深的岩礁缝隙，喜有波浪冲击，水质清澈的环境。以藻类为主食，雌雄异体，体外受精。潮下带水深2-5米左右。

## 外部連結
- 維基物種上的相關：九孔螺
- 石決明 中藥材圖像數據庫  (香港浸會大學中醫藥學院) （中文）（英文）
- 石決明 Shi Jue Ming（页面存档备份，存于） 中藥標本數據庫 (香港浸會大學中醫藥學院) （繁體中文）（英文）
- YouTube上的我們的島 第758集 九孔招親記（繁體中文）